# Bataille de la Poche de Bielsa
Pour les articles homonymes, voir Bielsa (homonymie).
Guerre d'Espagne
La bataille de la poche de Bielsa est un des combats de la guerre d'Espagne, livrés entre les troupes nationalistes et les forces républicaines. Elle commença le 14 avril 1938, lorsque les nationalistes, après leur victorieuse campagne d'Aragon, encerclèrent les hommes de la 43e division de l'armée populaire républicaine autour de Bielsa, dans le nord de l'Aragon (province de Huesca). Elle prit fin le 15 juin 1938 par la réduction totale de la poche.

## Contexte

### Situation stratégique
L'offensive nationaliste de mars 1938 avait provoqué l'effondrement du front aragonais et la fuite des troupes républicaines de Huesca. Dans les vallées pyrénéennes, la 43e division de l'Armée populaire, dirigée par Antonio Beltrán Casaña – connu comme El Esquinazau (« le roublard »)-, résistait cependant à la IIIe division de Navarre du général José Iruretagoyena. À la fin du mois, la position devint intenable, et Beltrán ordonna à ses hommes de se retirer en ordre, de manière à ralentir l'ennemi dans sa progression. 
Entre le 28 mars et le 3 avril, les républicains se retirèrent du Val d'Aran, plus à l'est, détruisant derrière eux tous les ponts, afin de gêner l'avancée nationaliste, mais isolant définitivement les troupes d’El Esquinazau. Le 4 avril, les villages de Torla et Broto tombaient, tandis que de violents combats se déroulaient à Fiscal. Finalement, le 6 avril, la Compagnie de chasseurs alpins (Compañía de Esquiadores) nationaliste fut complètement détruite, stoppant net l'avancée des franquistes. 

### Forces en présence
Les républicains en profitèrent pour fortifier leurs positions dans la poche de Bielsa, tandis qu'entre le 6 et le 14 avril, 5 000 civils fuyaient les combats en France. Entourés de seulement 7 000 hommes et 4 canons, El Esquinazau restait bien décidé à résister. Face à lui, les nationalistes concentraient 14 000 hommes et 30 canons, et bénéficiaient de l'appui aérien.

## Combats

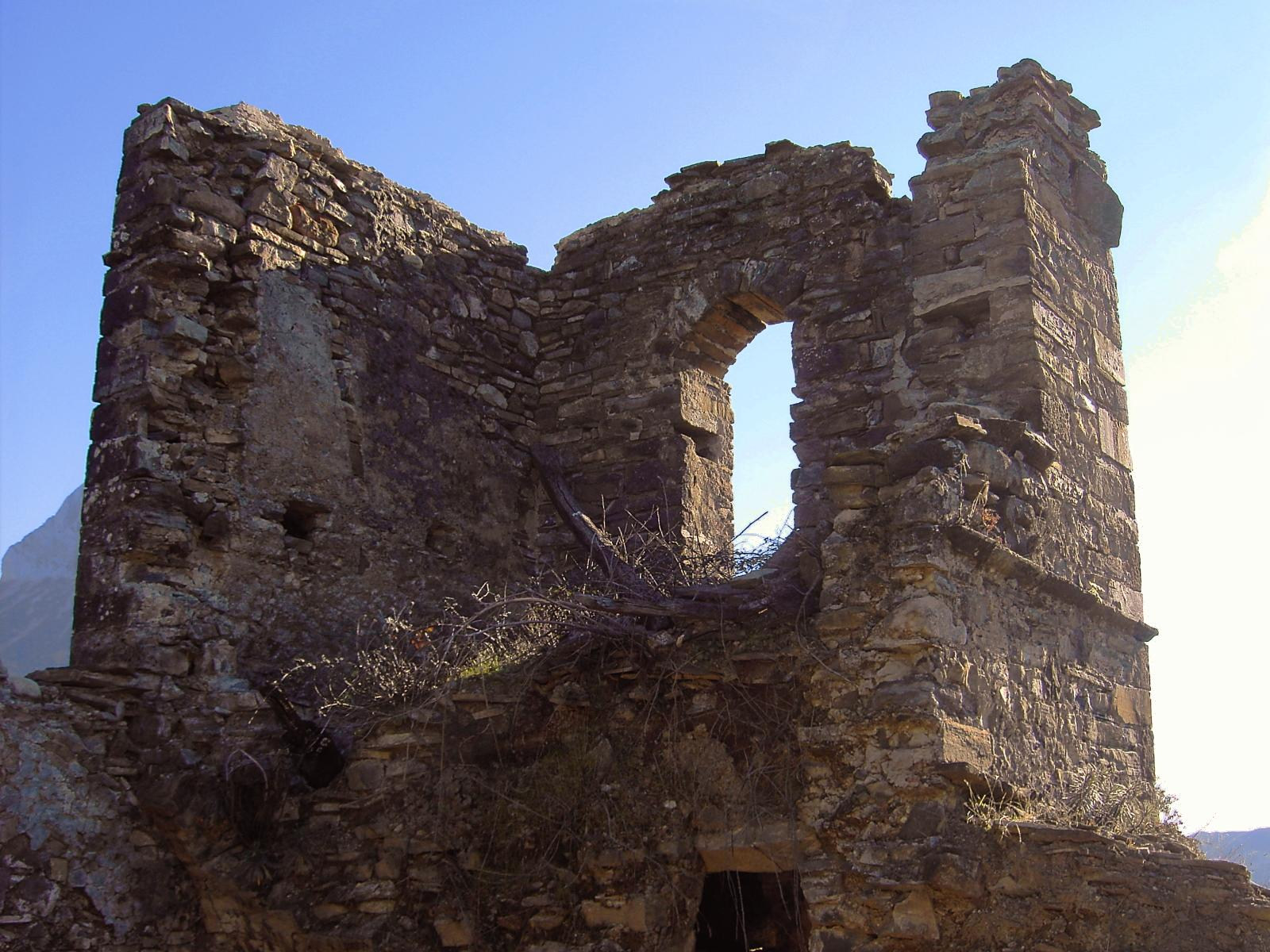
Ruines de l'église de Belsierre, dans la vallée de Puértolas, détruite lors des combats de la poche de Bielsa.

Les républicains bénéficiaient des difficultés du terrain et des mauvaises conditions météorologiques, qui gênèrent leurs adversaires. À la fin du mois d'avril, ils parvinrent à les arrêter complètement au sud et à les mettre en déroute près des villages de Laspuña et Escalona. 
Le front se stabilisa quelque temps. À l'ouest, la ligne du massif des Tres Sorores, du cirque de Gurrundué et de la vallée de Bió était tenue par la 130e brigade mixte. Tella et Escalona étaient couvertes par la 72e brigade et la vallée de Chistau par la 102e brigade. La division républicaine tint, jusqu'au mois de mai, sur ces positions, malgré les renforts reçus par les franquistes. Ils profitaient également d'un fort soutien aérien et bombardèrent activement les positions et villages aux mains des républicains, comme à Bielsa ou Parzán.
Finalement, ce furent 5 000 soldats et civils qui, à partir de la fin du mois de mai, se retirèrent en ordre vers la frontière française. Ils la franchirent au Port Vieux (encore enneigé au mois d'avril), sur la route d'Aragnouet, le 15 juin, après deux mois de résistance :
« À l´aube du 16 juin 1938, toutes les forces de la 43e Division avaient traversé la frontière française avec tout leur matériel. La résistance des Républicains s'achevait ainsi dans les Pyrénées aragonaises. » (Antonio Beltrán)
La vallée du Alto Cinca était définitivement conquise.

## Conséquences

Carte de l'Espagne en mai 1938, à la suite de la bataille de la poche de Bielsa. En rose : zone républicaine. En vert : zone nationaliste.

La poche de Bielsa fut un fait héroïque de résistance républicaine. Mais, finalement, les nationalistes, par leur supériorité matérielle et numérique, se rendirent maîtres des hautes vallées aragonaises, se rapprochant alors dangereusement de la Catalogne. Quant aux hommes de la 43e division, ils repassèrent la frontière : à la suite d'un vote organisé par les autorités françaises, 411 soldats se rendirent aux nationalistes, 6 889 partirent en Catalogne et furent engagés à la bataille de l'Èbre, comme unité de réserve, puis à la retraite de Catalogne.